# Jean-Luc Montminy
Pour les articles homonymes, voir Montminy.
Jean-Luc Montminy est un acteur québécois spécialisé dans le doublage né le 22 juillet 1953 à Sherbrooke et mort le 20 août 2021 à Montréal. Il prête notamment sa voix à Bruce Willis, John Travolta, Denzel Washington, Wesley Snipes, Jeff Goldblum, Andy García, Colin Firth, William Fichtner, James Woods, Kurt Russell et Adam Savage dans la version québécoise de leurs films. Il est aussi la voix québécoise de Voldemort dans la saga Harry Potter. Sa voix peut être entendue dans près de 1 000 films, comme acteur dans l'un des rôles principaux, secondaires ou autres.

## Carrière
Le site Internet officiel pour le doublage au Québec répertorie Montminy comme ayant fait la voix, en français, pour 304 acteurs en vedette dans les rôles principaux, y compris, par exemple, la voix de John Travolta dans Face à Face (Killing Season).
Jean-Luc Montminy a également prêté sa voix à 613 projets dans lesquels il a fait la voix pour les acteurs dans des rôles secondaires et d'autres, ainsi que des films d'animation. Il a fait la voix de Bruce Willis dans Une belle journée pour crever (A Good Day to Die Hard).
Selon le site Internet officiel du doublage au Québec, Jean-Luc Montminy est l'acteur de doublage qui a le plus souvent effectué la voix sur Bruce Willis, à la fois dans les films où il est l'acteur principal et dans d'autres projets. Il est également l'acteur qui a le plus souvent effectué la voix de John Travolta, Denzel Washington et bien d'autres.

## Filmographie
- 1975 : Y'a pas de problème (série télévisée) : Un policier et un bandit
- 1977 : Les As (série télévisée) : Satan
- 1978 : Race de monde (série télévisée) : Abel Beauchemin
- 1982 : Une vie... (série télévisée) : Jacques Richard
- 1984 a 1992 ‘’entre chien et loup’’: Andrew Nelson saison 7 et 8
- 1992 : La Montagne du Hollandais (série télévisée) : François Chamberland

## Doublage

### Cinéma

#### Longs métrages
- Bruce Willis dans : (45 films)
  - Pensées mortelles (1991) : James Urbanski[7]
  - Hudson Hawk, gentleman et cambrioleur (1991) : Eddie 'Hudson Hawk' Hawkins[8]
  - Sur les traces de l'ennemi (1993) : Tom Hardy[9]
  - La Couleur de la nuit (1994) : Dr. Bill Capa[10]
  - Marche ou crève : Vengeance définitive (1995) : Lieutenant John McClane[11]
  - 12 singes (1995) : James Cole[12]
  - Armageddon (1998) : Harry S. Stamper[13]
  - Le Siège (1998) : Général William Devereaux[14]
  - Breakfast of Champions (1999) : Dwayne Hoover
  - Sixième Sens (1999) : Malcolm Crowe[15]
  - Notre histoire (1999) : Ben Jordan[16]
  - Le Nouveau Voisin (2000) : Jimmy 'La Tulipe' Tudeski[17]
  - Le Kid (2000) : Russ Duritz[18]
  - L'Indestrucible (2000) : David Dunn[19]
  - Bandits (2001) : Joe Blake[20]
  - Le Combat du Lieutenant Hart (2001) : Colonel William McNamara[21]
  - Le retour du nouveau voisin (2004) : Jimmy Tudeski
  - Une histoire de Sin City (2005) : Hartigan[22]
  - 16 rues (2006) : Jack Mosley[23]
  - Bonne Chance Slevin (2006) : M. Goodkat[24]
  - Le Fermier astronaute (2006) : Colonel Masterson[25]
  - Mâle Alpha (2006) : Sonny Truelove[26]
  - Parfait Inconnu (2007) : Harisson Hill[27]
  - Assassinat d'un président (2008) : Jared T. Kirkpatrick
  - Qu'est-ce qui m'arrive ? (2008) : Lui-même
  - Red (2010) : Frank Moses[28]
  - Flics en service (2010) : Jimmy Monroe[29]
  - Les Sacrifiés (2010) : M. Chapelle[30]
  - Braqueurs (2011) : Jack Biggs
  - Sans compromis (2011) : Mel
  - Looper (2012) : Joe âgé[31]
  - Les Sacrifiés 2 : De retour au combat (2012) : M. Chapelle[32]
  - Sans issue (2012) : Martin Shaw
  - Le feu par le feu (2012) : Mike Cella
  - Une belle journée pour crever (2013) : John McClane[33]
  - G.I Joe : Les Représailles (2013) : Général Joseph "Joe" Colton
  - Red 2 (2014) : Frank Moses[34]
  - Sin City : J'ai tué pour elle (2014) : John Hartigan[22]
  - The Prince (2014) : Omar
  - Vice (2015) : Julian Michaels
  - Extraction (2015) : Leonard Turner
  - Marauders (2016) : Jeffrey Hubert
  - Split (2017) : David Dunn (caméo)
  - First Kill (2017) : Commissaire Marvin Howell
  - Death Wish (2018) : Paul Kersey
  - Open Source (2020) : Donovan Chalmers

- John Travolta dans (23 films) :
  - De quoi j'me mêle encore (1990) : James Ubriacco[35]
  - De quoi j'me mêle maintenant (1993) : James Ubriacco[36]
  - C'est le petit qu'il nous faut (1995) : Chili Palmer[37]
  - Phénomène (1996) : George Malley[38]
  - L'Archangel (1996) : Michael[39]
  - Double Identité (1997) : Sean Archer - Castor Troy[40]
  - Couleurs primaires (1998) : Jack Stanton[41]
  - Une action au civil (1998) : Jan Schlichtmann[42]
  - Le Déshonneur d'Elisabeth Campbell (1999) : Paul Brenner[43]
  - Terre, champ de bataille (2000) : Terl[44]
  - Combinaison gagnante (2000) : Russ Richards[45]
  - Opération Swordfish (2001) : Gabriel Shear[46]
  - Drame familial (2001) : Frank Morrison[47]
  - Formation extrême (2003) : Thomas « Tom » Hardy[48]
  - Le Punisher : Les Liens du Sang (2004) : Howard Saint[49]
  - Une ballade pour Bobby Long (2004) : Bobby Long[50]
  - Échelle 49 (2004) : Mike Kennedy[51]
  - Hairspray (2007) : Edna Turnblad[52]
  - Les fous de la moto (2007) : Woody Stevens[53]
  - Pelham 123 - L'ultime station (2009) : Dennis « Ryder » Ford[54]
  - Les deux font la père (2009) : Charlie[55]
  - Sauvages (2012) : Dennis[56]
  - Face à Face (2013) : Emil Kovac[57]

- Denzel Washington dans : (21 films)
  - L'Affaire Pélican (1993) : Gray Grantham[58]
  - Philadelphie (1993) : Joe Miller[59]
  - Marée rouge (1995) : Premier officier Ron Hunter[60]
  - Le Courage à l'épreuve (1996) : Lt-Col. Nathaniel Serling[61]
  - La Femme du prédicateur (1996) : Dudley[62]
  - Le Désosseur (1999) : Lincoln Rhyme[63]
  - Hurricane (2000) : Rubin 'Hurricane' Carter[64]
  - En souvenirs des Titans (2000) : Herman Boone[65]
  - Jour de formation (2001) : Alonzo Harris[66]
  - John Q (2002) : John Quincy Archibald[67]
  - Le candidat Mandchou (2004) : Ben Marco[68]
  - L'Informateur (2006) : Détective Keith Frazier[69]
  - Déjà Vu (2006) : Doug Carlin[70]
  - Gangster Américain (2007) : Frank Lucas[71]
  - Le Grand Débat (2007) : Melvin B. Tolson[72]
  - Le Livre d'Eli (2010) : Eli[73]
  - Le Refuge (2012) : Tobin Frost[74]
  - Quitte ou double (2013) : Bobby[75]
  - Le Justicier (2014) : Robert McCall[76]
  - Les Sept Mercenaires (2016) : Sam Chisolm, le chasseur de primes
  - L'Affaire Roman J. (2017) : Roman J. Israel
  - Le Justicier 2 (2018) : Robert McCall

- Kurt Russell dans : (15 films)
  - Duo de choc (1989) : Gabriel Cash
  - Décision au sommet (1996) : Dr David Grant[77]
  - Panne fatale : Jeffrey Taylor
  - Un Ciel Couleur Vanille (2001) : Dr Curtis McCabe[78]
  - 3000 Milles de Graceland (2001) : Michael Zane[79]
  - Bleu sombre (2003) : Eldon Perry
  - Miracle (2004) : Herb Brooks
  - Sky High: École des Super-Héros (2005) : Steve Stronghold/The Commander[80]
  -  Le Rêveur: Inspiré d'une histoire vraie (2005) : Ben Crane
  - Poséidon (2006) : Robert Ramsey[81]
  - À l'épreuve de la mort (2007) : Stuntman Mike
  - Dangereux 7 (2015) : Frank Petty
  - Deepwater (2016) : Jimmy Harrell
  - Le Destin des Dangereux (2017) : Frank Petty
  - Il était une fois à... Hollywood (2019) : Randy

- Andy García dans : (11 films)
  - L'Enjeu (1998) : Frank Conner[82]
  - L'inconnu de Las Vegas (2001) : Terry Benedict[83]
  - Le Retour de Daniel Ocean (2004) : Terry Benedict[84]
  - The Lazarus Child (2004) : Jack Heywood[85]
  - Pistes troubles (2004) : Mike Delmarco[86]
  - Coup Fumant (2006) : Stanley Locke[87]
  - Danny Ocean 13 (2007) : Terry Benedict[88]
  - La Panthère rose 2 (2009) : Vicenzo[89]
  - Soyons flics (2014) : Brolin
  - SOS Fantômes (2016) : Bradley
  - Geostorm (2017) : Andrew Palma

- James Woods dans : (10 films)
  - L'Expert (1994) :
  - Nixon (1995) : H.R. Haldeman
  - Hercule (1997) : Hadès(voix)
  - Un autre jour au paradis (1998) : Mel
  - Les Héros du dimanche (1999) : Dr. Harvey Mandrake
  - Film de peur 2 (2001) : Père McFeely
  - Au volant avec les gars (2001) : Leonard D'Onofrio
  - Enjeu final (2006) : : Vaughn Stevens
  - Jobs (2013) : Jack Dudman
  - Maison Blanche en péril (2013) : Agent Walker
  - Mary et Martha : Deux mères courage (2013) : Tom

- Jeff Goldblum dans : (9 films)
  - L'enfant du tonnerre (1995) : Donald Ripley
  - Moi, papa ?! (1995) : Sean Fletcher
  - Chats et chiens (2001) : Professeur Brody
  - Igby en chute libre (2002) : D.H. Banes
  - L'Homme de l'année (2006) : Alan Stewart
  - Fay Grim (2006) : Agent Fulbright
  - Un week-end à Paris (2013) : Morgan
  - Charlie Mortdecai (2015) : Milton Krampf
  - Independence Day: Résurgence (2016) : David Levinson

- Wesley Snipes dans : (9 films)
  - Le Fanatique (1996) : Bobby Rayburn[90]
  - Meurtre au 1600 (1997) : Inspecteur Harlan Regis[91]
  - Des hommes de loi (1998) : Mark J. Sheridan[92]
  - Blade (1998) : Blade[93]
  - L'Art de la guerre (2000) : Neil Shaw[94]
  - Blade 2 (2002) : Blade[95]
  - Indestructible (2004) : Dean Cage[96]
  - Blade III : La Trinité (2004) : Blade[97]
  - L'Élite de Brooklyn (2009) : Casanova Philipps[98]

- Colin Firth dans : (9 films)
  - Shakespeare et Juliette (1998) : Lord Wessex[99]
  - Le Journal de Bridget Jones (2001) : Mark Darcy[100]
  - L'Importance d'être Constant (2002) : Jack[101]
  - Bridget Jones : L'Âge de raison (2004) : Mark Darcy[100]
  - Mamma Mia ! le film (2008) : Harry Bright[102]
  - Le Portrait de Dorian Gray (2009) : Lord Henry Wotton[103]
  - Un homme au singulier (2010) : George Falconer[104]
  - Kingsman : Services secrets (2015) : Harry Hart / Galahad[105]
  - Kingsman : Le Cercle d'or (2017) : Harry "Galahad" Hart

- William Fichtner dans  : (7 films)
  - Tension (1995) : Roger Van Zant[106]
  - Pearl Harbor (2001) : père de Danny[107]
  - Equilibrium (2002) : Jurgen[108]
  - Le Dernier Essai(2005) : Capitaine Knauer
  - Le Chevalier noir (2008) : Le directeur de la National Bank
  - Méchante soirée (2010) : le procureur Frank Crenshaw[109]
  - Les Tortues Ninja (2014) : Eric Sachs[110]

- Ralph Fiennes dans : (5 films)
  - Harry Potter et la Coupe de feu (2005) : Lord Voldemort[111]
  - Harry Potter et l'Ordre du phénix (2007) : Lord Voldemort[112]
  - Harry Potter et les Reliques de la Mort (2010) : Lord Voldemort[113]
  - Le Choc des Titans (2010) : Hadès[114]
  - La Colère des Titans (2012) : Hadès

- 1993 : True Romance : Vincenzo Coccotti (Christopher Walken)[115]
- 1996 : Larry Flynt : Jimmy Flynt (Brett Harrelson)[116]
- 1996 : Rançon : Détective James Shaker (Gary Sinise)[117]
- 1997 : Air Force One : Major Caldwell (William H. Macy)[118]
- 2004 : L'Armée des morts : Frank (Matt Frewer)[119]
- 2004 : Le Village : Auguste Nicholson (Brendan Gleeson)[120]
- 2006 : V pour Vendetta : V / William Rockwood (Hugo Weaving)[121]
- 2006 : Le Prestige : Nikola Tesla (David Bowie)[122]
- 2007 : Brume : Brent Norton (Andre Braugher)[123]
- 2008 : Folles du cash : Don Cardigan (Ted Danson)[124]
- 2008 : Bien sûr, peut-être : Hampton Roth (Kevin Kline)[125]
- 2008 : Drillbit Taylor : Jim (Ian Roberts)[126]
- 2008 : Rois de la rue : Capitaine Biggs (Hugh Laurie)[127]
- 2008 : Un amour de témoin : Colin McMurray (Kevin McKidd)[128]
- 2008 : Ananas express : Ted (Gary Cole)[129]
- 2008 : W. : L'Improbable Président : George H. W. Bush (James Cromwell)[130]
- 2008 : Max Payne : BB Hensley (Beau Bridges)[131]
- 2008 : Appaloosa : Randall Bragg (Jeremy Irons)[132]
- 2009 : Rébellion : Ben (Tomas Arana)[133]
- 2012 : Ted : Sam J. Jones (lui-même)[134]

#### Longs métrages d'animation
- 1989 : Tous les chiens vont au paradis : Harold
- 1997 : Hercule : Hadès[135]
- 2004 : Yu-Gi-Oh! Le film : Anubis
- 2006 : Les Vengeurs : Bruce Banner/Hulk
- 2006 : Les vengeurs 2 : Bruce Banner/Hulk
- 2008 : Le Chihuahua de Beverly Hills : Delgado[136]
- 2008 : Horton : Vlad[137]
- 2008 : WALL-E : Shelby Fortwright[138]
- 2011 : Rango : Le maire[139]

### Télévision

#### Séries télévisées
- Entre chien et loup : Andrew Nelson
- Les Stupéfiants : Adam Savage
- Hemlock Grove : Nicolae Rumancek (Don Francks)
- Constructions stupéfiantes : Adam Savage
- Pawn Stars: Rick Harrison

#### Séries télévisées d'animation
- 2003 : Les Enfants du feu : Sorgo
- 1999 : Les Griffin : James Woods
- 2014 : Star Wars Rebels : Grand Moff Tarkin
- 2015 : Les Simpsons : Adam Savage

### Jeu vidéo
- 2011 : Assassin's Creed: Revelations : Al Mualim